# تپه سلاو قاباقی
تپه سلاو قاباقی مربوط به سده‌های اولیه دوران‌های تاریخی پس از اسلام است و در شهرستان بوئین‌زهرا، بخش آوج، روستای چنگوره واقع شده و این اثر در تاریخ ۲ آبان ۱۳۸۲ با شمارهٔ ثبت ۱۰۵۵۹ به‌عنوان یکی از آثار ملی ایران به ثبت رسیده است.